# 尖藍帶紋鱸
尖藍帶紋鱸，為輻鰭魚綱鱸形目鱸亞目麗花鮨科的其中一種，分布於西印度洋Socotra島海域，深度175-377公尺，為熱帶海水魚，體長可達12公分，棲息在底層水域，生活習性不明。